# Guía de Isora
Guía de Isora je jednou z 31 obcí na španělském ostrově Tenerife. Nachází se na jihu ostrova. V roce 2020 měla obec rozlohu 143,43 km² a 21 368 obyvatel.  Je součástí jihozápadní comarcy Isora. Sousedí s obcemi La Orotava, Santiago del Teide a Adeje.